# オキセテン
オキセテン(Oxetene)またはオキセト(Oxete)は、不飽和の複素環式化合物である。不安定であるが、合成されている。飽和型のオキセタンと比べると、二重結合が環ひずみを増すために、オキセテンはより不安定になる。いくつかの置換誘導体の合成が報告されている。